# Вулиця Лаврівського
Вулиця Лаврівського — вулиця у Залізничному районі міста Львова, місцевість Білогорща. На своєму початку і кінці прилучається до вулиці Стадників. Складається із кількох провулків.

## Історія та забудова
Вулиця виникла у другій половині XX століття, не пізніше 1984 року отримала назву 2-й Новоповітряний провулок. Сучасна назва походить з 1993 року, на честь Івана Лаврівського, українського композитора.
Забудована приватними садибами.